# Kühnhardt am Schlegel
Kühnhardt am Schlegel ist ein Gemeindeteil der Stadt Feuchtwangen im Landkreis Ansbach (Mittelfranken, Bayern). Künhardt am Schlegel liegt in der Gemarkung Mosbach.

## Geografie
Das Dorf liegt im Wörnitzbecken am Lachengraben und Kühnhardter Mühlgraben, beides rechte Zuflüsse der Wörnitz. 0,5 km westlich erhebt sich der Geißberg, 0,75 km südlich liegt das Fuchsbauholz auf der Pfaffenklinge. Die Kreisstraße AN 40 führt nach Seiderzell (0,9 km nordwestlich) bzw. zur Kreisstraße AN 5 bei Larrieden (3 km südöstlich). Gemeindeverbindungsstraßen verlaufen nach Mosbach ebenfalls zur AN 5 (1,2 km nordöstlich) und nach Hohenkreßberg (2,5 km südwestlich).

## Geschichte
Der Ort wurde im 14. Jahrhundert als „Köhnhardt“ und „Kenhardt“ erstmals urkundlich erwähnt. Der Ortsname bedeutet Föhrenwald. Orte, deren Namen auf Baumnamen hinweisen, sind in der Stauferzeit gegründete Rodungsorte. Kühnhardt ist also ein Urort, darauf deutet auch der zweite Teil des Ortsnamens „hardt“. Die „hart“-Orte wurden meist aus der Allmende gerodet, also dem Land, das der Allgemeinheit gehörte und von ihr genutzt wurde.
In Kühnhardt wurden viele Grundstücke und ganze Bauernhöfe verkauft oder dem Feuchtwanger Kloster geschenkt. Verkäufer und Schenker waren Lehnsherren aus Dinkelsbühl, Rothenburg und Crailsheim. Die ortsansässigen Bauern waren Leibeigene und hatten beim Verkauf ihrer Lehensgüter nichts zu bestimmen.
Kühnhardt am Schlegel lag im Fraischbezirk des ansbachischen Oberamtes Feuchtwangen. 1732 gab es 23 Anwesen und 1 Gemeindehirtenhaus. Grundherren waren das Stiftsverwalteramt Feuchtwangen (1 Mahlmühle, 3 Güter), das Stadtvogteiamt Feuchtwangen (2 Halbhöfe, 1 Gut, 1 Gut mit Backrecht), das Kastenamt Feuchtwangen (1 Gut), die Gemeinde Kühnhardt: 1 Wirtschaft, das Kastenamt Crailsheim (1 Anwesen), die Schulpflege Crailsheim (1 Anwesen), die Reichsstadt Dinkelsbühl (4 Höfe, 6 Gütlein) und die Reichsstadt Rothenburg (1 Hof). Gegen Ende des Alten Reiches bestand Kühnhardt aus 22 Anwesen. Von 1797 bis 1808 unterstand der Ort dem Justiz- und Kammeramt Feuchtwangen. 
Mit dem Gemeindeedikt (frühes 19. Jahrhundert) wurde Kühnhardt am Schlegel dem Steuerdistrikt und der Ruralgemeinde Mosbach zugeordnet.
1936 wurde in Kühnhardt das Wasserleitungsnetz eingerichtet, 1950 die Kanalisation verlegt. Danach wurden die Straßen im Dorf, sowie nach Mosbach und Seiderzell, asphaltiert.
Am 1. Januar 1972 wurde Kühnhardt am Schlegel im Zuge der Gebietsreform in Bayern nach Feuchtwangen eingemeindet.

## Einwohnerentwicklung
| Jahr      | 001818 | 001840 | 001861 | 001871 | 001885 | 001900 | 001925 | 001950 | 001961 | 001970 | 001987 |
| Einwohner | 201    | 186    | 207    | 205    | 193    | 178    | 161    | 180    | 144    | 151    | 132    |
| Häuser    | 33     | 30     |        |        | 42     | 39     | 38     | 33     | 31     |        | 33     |
| Quelle    | [ 10 ] | [ 11 ] | [ 12 ] | [ 13 ] | [ 14 ] | [ 15 ] | [ 16 ] | [ 17 ] | [ 18 ] | [ 19 ] | [ 1 ]  |

## Religion
Der Ort ist seit der Reformation evangelisch-lutherisch geprägt und bis heute nach St. Michael (Mosbach) gepfarrt. Die Einwohner römisch-katholischer Konfession sind nach St. Ulrich und Afra (Feuchtwangen) gepfarrt.